# Cerkiew św. Włodzimierza w Opocznie
Cerkiew św. Włodzimierza – nieistniejąca cerkiew prawosławna w Opocznie, rozebrana w latach 30. XX wieku. 

## Historia
Cerkiew w Opocznie została wybudowana na Placu Zamkowym za pieniądze pozyskane od wiernych oraz dzięki metropolicie Włodzimierzowi, który przekazał na ten cel 10 tys. rubli. Świątynia została oddana do użytku ok. 150-osobowej grupy wiernych w 1911, nie była jednak nigdy parafialną – na nabożeństwa przyjeżdżał kapłan z cerkwi w Końskich. 15 maja 1915, po wkroczeniu do Opoczna żołnierzy austro-węgierskich, cerkiew została zamknięta. Żołnierze zarekwirowali z niej dzwony na cele wojenne. Po odzyskaniu niepodległości przez Polskę prawosławni w większości opuścili Opoczno, a cerkiew pozostawała zamknięta. W 1924 podjęto decyzję o jej rozbiórce, jednak prace dekonstrukcyjne podjęto dopiero w 1930. Większość wyposażenia cerkwi, w tym ikony ze zdemontowanego ikonostasu, trafiła do kościoła św. Bartłomieja. Już w latach 90. XX wieku dwie ikony z wizerunkami archaniołów Gabriela i Michała znalazły się w cerkwi w Sokołowsku, w kościele pozostawiono kopie. 

### Architektura
Cerkiew, wzniesiona w stylu staroruskim na planie krzyża greckiego, wieńczyła pojedyncza kopuła. Wejście do jednonawowej świątyni prowadziło przez przedsionek i portal z białego piaskowca. Ikony znajdujące się w cerkwi napisał malarz Wasiliew, natomiast ikonostas został zakupiony w ławrze Kijowsko-Pieczerskiej. Z zewnątrz obiekt był skromnie dekorowany płaskorzeźbami. Cerkiew otaczało ażurowe ogrodzenie, wykorzystane po 1930 do ogrodzenia pomnika Tadeusza Kościuszki (wykonanego poprzez przeróbkę obelisku ku czci Aleksandra II, a w latach 60. do ogrodzenia boiska opoczyńskiej Szkoły Podstawowej nr 2.